# 南翔グループ
株式会社南翔グループは、日本の広告代理店である。

## 沿革
- 平成30年（2018年）8月上旬：代表取締役の今村南翔が、映像制作を中心とした、個人サークルとして、前身となる「南翔グループ」を設立。
- 令和7年（2025年）4月2日：株式会社南翔グループ設立。
- 令和7年（2025年）4月8日：法人番号指定。

## 代表取締役
代表取締役である今村南翔は、2006年3月4日生まれで、2025年時点で、単位制高等学校に在学している。小学時代から映像制作を趣味としており、2018年8月上旬に、映像制作を中心とした株式会社南翔グループの前身となる個人サークル「南翔グループ」を設立した。開設当初は今村を含め3人が所属していた。また、同年より本格的に起業を志しており、2025年の4月には、宮城県仙台市にて広告代理店として「株式会社南翔グループ」を設立し、現在に至る。